# Fièvre hémorragique d'Omsk
Omsk hemorrhagic fever virus
Espèce
Synonymes
- Omsk haemorrhagic fever virus

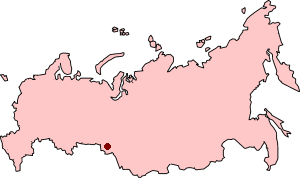
Localisation d'Omsk

La fièvre hémorragique d’Omsk  est une fièvre hémorragique virale provoquée par une espèce de flavivirus appelée Orthoflavivirus omskense. Elle est ainsi nommée depuis une épidémie survenue à Omsk.

## Historique
La maladie a été décrite dès 1941 dans la région d'Omsk et reçoit son nom actuel à partir de 1948. La responsabilité de certaines tiques a été suggérée au début des années 1950 et celle du rat musqué une décennie plus tard.
L'origine virale de l'atteinte est suspectée dès la fin des années 1940.
Le rat musqué n'est cependant pas un animal traditionnel en Sibérie et a été importé du Canada à partir de la fin des années 1920 et la dissémination du virus a probablement été facilité par l'introduction de cet animal.
Le virus a été découvert par Mikhaïl Tchoumakov.

## Virologie
Le virus responsable est un flavivirus proche du virus de l'encéphalite à tiques. Il est constitué d'un génome à ARN entouré d'une capside. Trois sérotypes différents ont été identifiées.

## Épidémiologie
La maladie a été principalement signalée dans certaines régions de Sibérie occidentale : Omsk, Novossibirsk, Kourgan et Tioumen : 240 cas entre 1989 et 1998 surtout chez des trappeurs de rats musqués.
En plus de la transmission directe de l’animal à l’homme, la survenue saisonnière de la maladie coïncidant avec l’activité du vecteur supposé (l’été) accrédite l’hypothèse du rôle des tiques (Dermacentor reticulatus et D. marginatus, Ixodes persulcatus)  qui inoculeraient le virus par leur piqûre.
Il n’y a pas de transmission directe d’homme à homme.

## Cycle biologique de la tique et transmission du virus
La tique traverse trois stades de développement durant environ 1 an et le virus peut être transmis à tous les stades.
Les tiques hibernent de préférence dans les sous-bois humides, près des cours d’eau. La femelle pond des centaines d’œufs qui peuvent déjà être infectés. Les larves à six pattes issues des œufs font leur premier repas de sang dès les premières journées chaudes du printemps, attendant leur victime sur un brin d’herbe elles les accrochent au passage. Au cours de leur repas, elles peuvent transmettre le virus à leur hôte (un petit animal : souris, écureuil, etc.) ou au contraire s’infecter si leur victime est porteuse du virus.
Après son repas la larve se laisse tomber et devient après métamorphose une nymphe à 8 pattes. Après un autre repas sanguin un à deux ans plus tard la tique atteint le stade adulte. Elle mesure alors quelques millimètre de longueur et peut escalader les buissons jusqu’à 80 cm de hauteur pour atteindre un animal plus gros (renard, gros gibier). Après son repas sanguin la tique s’accouple, pond des œufs et le cycle reprend.
Les êtres humains sont un hôte occasionnel qui constitue une impasse pour le cycle puisque dans ce cas la tique ne retourne généralement pas dans la nature après son repas de sang. Chez l’être humain la tique remonte généralement le long des jambes pour atteindre une zone cutanée mince, plus facile à piquer où elle se niche, l’ombilic, l’aisselle ou la racine des cheveux au niveau de la nuque et la piqûre est indolore. Après une période de deux à trois jours la tique commence son repas de sang qui dure un jour puis, repue de sang elle se laisse tomber au sol. Le virus se multiplie notamment dans les glandes salivaires de la tique.

## Clinique
Après une incubation de 3 à 8 jours, apparition de fièvre, frissons, céphalées, douleurs musculaires ainsi qu’un état de prostration intense avec éruption papulovésiculeuse, adénopathies cervicales.
Après une à deux semaines, apparition de signes d’atteinte du système nerveux central.
Dans les cas graves, survenue d’hémorragies avec thrombopénie et leucopénie sévère. Le taux de mortalité est de 1 à 10 %. La guérison confère une immunité définitive.

## Traitement
Il n’existe aucun traitement spécifique.

## Prophylaxie
Un vaccin préparé à partir d’encéphale de souris inactivé au formol existe mais il n’est pas commercialisé.
Pour éviter les piqûres et l'infection par les tiques, les experts conseillent les précautions suivantes :
- éviter les zones infestées par les tiques particulièrement pendant les mois les plus chauds ;
- porter des vêtements de couleur claire pour que les tiques soient plus facilement visibles. Porter une chemise longue, un chapeau, un pantalon long, et remonter les chaussettes par-dessus les jambes du pantalon ;
- marcher au centre des sentiers pour éviter l'herbe et les buissons ;
- vérifier régulièrement au bout de quelques heures l’absence de tiques sur votre corps quand vous passez beaucoup de temps dehors dans des zones infestées par les tiques. Les tiques  sont trouvées le plus souvent sur les cuisse, les bras, les aisselles et les jambes. Les tiques peuvent être très petites (pas plus grosses qu'une tête d'épingle). Inspecter soigneusement toute nouvelle « tache de rousseur » ;
- utiliser un répulsif d'insectes contenant du DEET sur la peau ou de la perméthrine sur les vêtements ;
- extraire immédiatement les tiques piqués dans la peau : les tiques devraient être enlevés rapidement et soigneusement avec des pinces brucelles et en appliquant une traction régulière et douce. le corps de la tique ne devrait pas être écrasé au moment de l’extraction et les brucelles devraient être placées aussi près de la peau que possible pour éviter de laisser des morceaux de la bouche de la tique dans la peau. Les tiques ne devraient pas être extraites à main nue. Des mains devraient être protégées par des gants et/ou une étoffe et être soigneusement lavées à l'eau et au savon et après l’opération. Cette manœuvre devrait être exécutée avec le plus grand soin.

## Référence biologique
- (en) ICTV : Omsk hemorrhagic fever virus  (consulté le 28 février 2021)